# Новоніколаєвка (Сарактаський район)
Новонікола́євка (рос. Новониколаевка) — село у складі Сарактаського району Оренбурзької області, Росія.

## Населення
Населення — 19 осіб (2010; 27 у 2002).
Національний склад (станом на 2002 рік):
- росіяни — 89 %